# Friedrich Wilhelm Murnau
Friedrich Wilhelm Murnau (nacido Friedrich Wilhelm Plumpe; Bielefeld, Westfalia; 28 de diciembre de 1888-Hollywood; 11 de marzo de 1931) fue un director de cine alemán. Fue uno de los más influyentes y valiosos directores de la época del cine mudo; hizo más de quince películas en Alemania, pero en sus últimos años rodó otras cuatro en los Estados Unidos (1926-1931), de un modo también sobresaliente.

## Trayectoria
Friedrich W. Plumpe era hijo del dueño de una manufactura textil en Bielefeld. Estudió literatura, historia del arte, filosofía y música en la prestigiosa Universidad de Heidelberg, antes de instruirse en teatro y cinematografía junto a Max Reinhardt, con quien llegó a colaborar. En 1909, para no perturbar a su familia con el apellido Plumpe, adoptó el nombre artístico F. W. Murnau, elegido de un pueblo de alta Baviera: lo había conocido en un viaje en bicicleta con su amigo Hans Ehrenbau-Degele, del cual por añadidura tuvo noticias de la cultura judía-alemana.
Cuando estalló la Primera Guerra Mundial, se interrumpió la carrera teatral, pues Murnau se unió al combate como piloto aéreo, y sufrió un grave accidente aéreo en Suiza.
Al finalizar la contienda, Murnau pudo adscribirse, aunque sólo en parte, a ese movimiento expresionista, dentro del cine alemán, que se desarrolló durante la década de 1920, produciendo una obra variada y originalísima, ya en Berlín, en la que asimismo se nota el eco de Max Reinhardt. En todo caso, debe verse también como una prolongación del romanticismo alemán.
Su prestigio le condujo a ir a la capital del cine estadounidense con un contrato con la Fox, entre 1926 y 1931 (aunque intentó trabajar de nuevo en Alemania, de la que no estaba desconectado en absoluto). Poco después de la finalización del rodaje de su último film americano, y antes del estreno, Murnau murió tras un accidente automovilístico, en Santa Mónica, el 11 de marzo de 1931.
Fue enterrado en Alemania, en el cementerio de Stahnsdorf, cerca de Berlín, en el mausoleo familiar con sus padres y hermanos. En los años 70 la cripta fue profanada y el ataúd abierto, pero décadas más tarde sucedió algo peor. El 15 de julio de 2015 se descubrió que la entrada al mausoleo había vuelto a ser forzada. Ahora, además de volver a abrir el ataúd con una palanca, se habían llevado el cráneo. Los restos recientes de cera derretida sobre el ataúd apuntan a un ritual satánico.

### Cine alemán

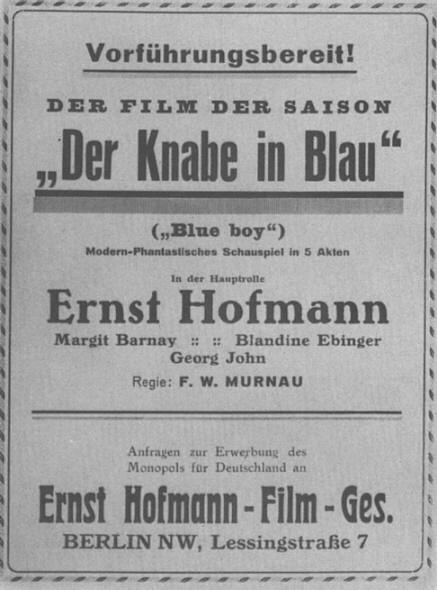
Cartel de Der Knabe in Blau (1919).

Murnau empezó con El muchacho en azul, de 1919, y rodó al inicio por tres veces con el mismo director de fotografía (Karl Hoffmann, llamado el Mago), hasta llegar a ocho filmes, hasta hacer su película más famosa, Nosferatu. Eine Symphonie des Grauens, de 1922.
Ya con El castillo Vogelöd, de 1921, que rodó solo en dieciséis días, Murnau puso en evidencia su especial talento para crear una atmósfera angustiosa. Y dicha habilidad, más refinada y con mayor reflexión le condujo a su Nosferatu, eine Symphonie des Grauens. Esta era una adaptación peculiar de la célebre novela Drácula de Bram Stoker, lo que provocó la denuncia de su viuda por infringir los derechos de autor, pues no se pagaron los debidos derechos. Murnau perdió el pleito y fue condenado a destruir todas las copias, pero unas pocas se almacenaron y conservaron, lo que permitió que en la actualidad Nosferatu esté perfectamente disponible para el público en general.
Nosferatu, eine Symphonie des Grauens presentaba la Alemania desmoralizada derrotada tras la Primera Guerra Mundial, haciendo al vampiro (el actor alemán Max Schreck) parecer una rata que sabía dónde conducir la plaga. El origen de la palabra es la manera de designar al vampiro de los ciudadanos rumanos de la novela de Bram Stoker. "Nosferatu" también suena parecido al griego "nosophoros", traducible como "portador de plagas", posible raíz del nombre. Werner Herzog, en una línea romántica muy personal (que se quería enlazar expresamente con Murnau), hizo una versión personal de esa historia de vampirismo, en el año 1979.
La siguiente película que dirigió fue El nuevo fantomas. El guion era de Thea von Harbou (primera esposa de Fritz Lang, luego entregada al nacionalsocialismo) y está basada en una novela de Gerhart Hauptmann (premio Nobel de Literatura en 1912), Phantom. El título se refiere a los fantasmas personales del protagonista (un funcionario modesto que espera ser reconocido poeta), como a la joven de clase elevada a la que adora (y que ha conocido tras ser atropellado por su carruaje).

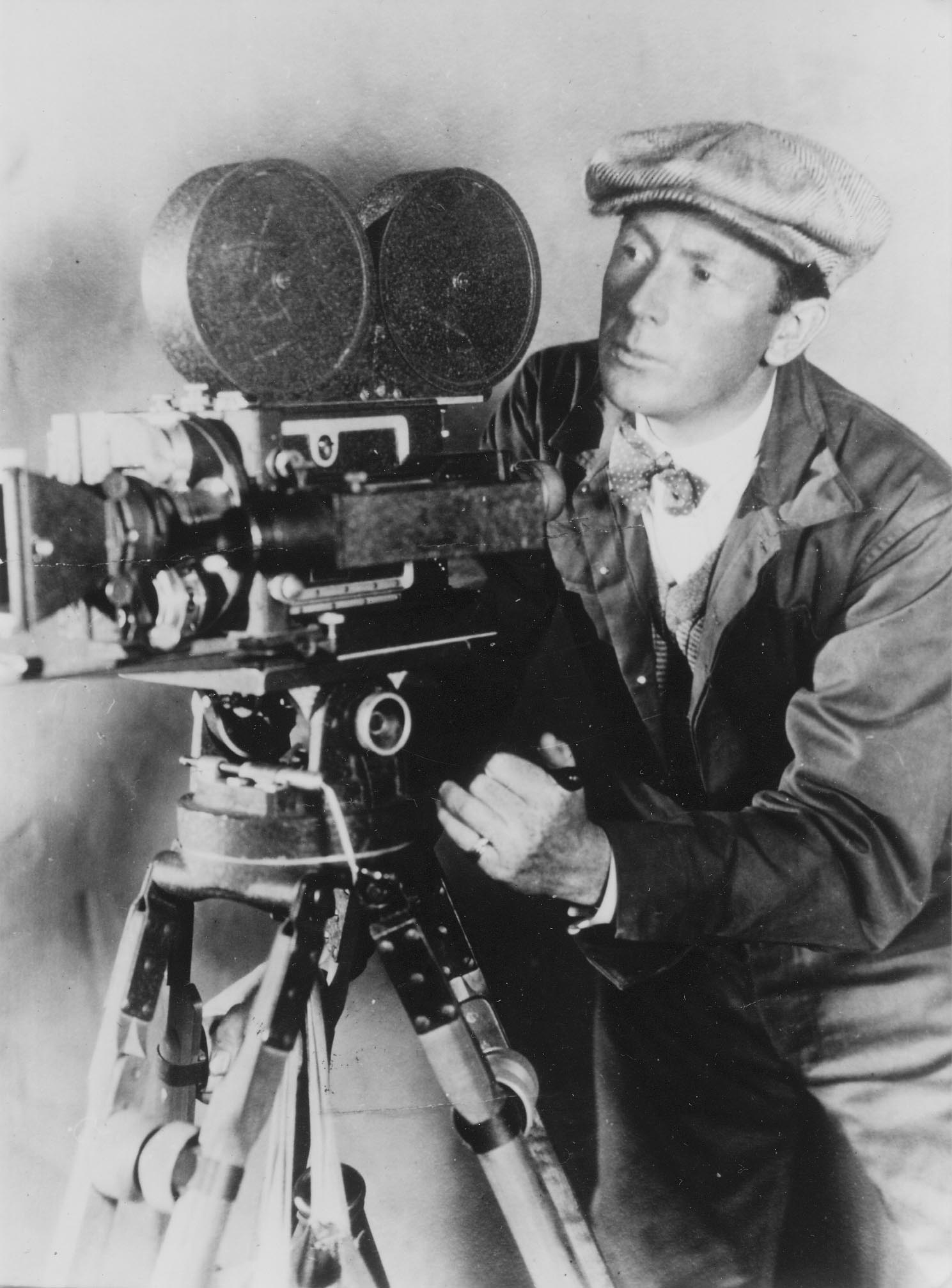
F. W. Murnau durante el rodaje de una película en 1920.

Casi tan importante como Nosferatu en la filmografía de Murnau fue Der Letzte Mann,  de 1924, considerada como una de sus mejores obras, escrita por Carl Mayer y protagonizada por Emil Jannings. A menudo considerada la segunda mejor película de todos los tiempos por los críticos internacionales, la película introdujo la cámara de punto de vista subjetivo, donde la cámara "ve" como los ojos del protagonista, y los efectos visuales para representar la alteración del estado psicológico de un personaje.
Der Letzte Mann es, con su Tartufo, de 1926, el film más ambicioso del director. En ambos casos, resalta el tema de la apariencia, pegada casi a la piel de sus personajes. Der Letzte Mann se asemeja más al teatro de cámara alemán, que es lo que impone un relato pausado (sin contar la actuación algo insistente de Jannings). En Herr Tartüff, basado en la comedia de Molière pero de un modo muy alemán, vuelve a trabajar con el mismo equipo (Carl Mayer, Emil Jannings], para narrar la hipocresía de un individuo presuntamente virtuoso que quiere adueñarse de una fortuna. Añadió al texto molieresco un prefacio y un epílogo modernos, que actualizan la historia de Tartufo, pero que no son muy interesantes.
La última película alemana de Murnau fue la carísima Fausto (1926), con Gösta Ekman de protagonista, Emil Jannings como Mefistófeles y Camilla Horn como Gretchen. La película de Murnau imita el ritmo clásico de la historia de Fausto de la versión de Goethe, pero su narración es muy personal. Cuidado, tranquilo e innovador, la película contiene muchas imágenes memorables y efectos especiales alarmantes, con una cuidada atención a los claroscuros. La escena más llamativa presenta a Mefistófeles (Jannings) como una figura gigante y burlona, cornado y con alas negras, que se cierne sobre una ciudad sembrando las semillas de la plaga. Son especialmente sobresalientes las interpretaciones de Ekman de viejo, que se va rejuveneciendo a lo largo del film, partiendo de un barbudo anciano a un apuesto joven, así como la del citado Jannings —personaje siniestro, amargo y cínico— y la de la prácticamente desconocida Camilla Horn, que representa memorablemente a la trágica Gretchen.
Se cree que la mayoría de sus películas alemanas no se conservan, pero la Fundación Murnau (Murnau Stiftung) de Alemania ha venido reconstruyendo viejos filmes suyos, como El castillo Vogeloed, de 1921, o más aún como Phantom, de 1922, que se consideró perdida durante muchos años hasta que en 2002 se encontró una copia en buen estado y pudo editarse con añadidos.

### En Hollywood
Murnau emigró a Hollywood en 1926, donde trabajó para la 20th Century Fox. Realizó en 1927 Amanecer (Sunrise), citada como una de las mejores películas de todos los tiempos, que recibió el primer Óscar a la mejor calidad de producción, otorgado al propio director.
Murnau regresó a Berlín en 1927, pero sus negociaciones con la gran productora alemana, la UFA, no dieron resultado.
La llegada del cine sonoro supuso un abandono momentáneo de su carrera tras los fracasos de City Girl, 1928, y Four Devils, lo que le hizo emprender un viaje por el sur del Pacífico. Este viaje quedó reflejado en su última película: Tabú, que realizó en compañía de Robert Flaherty, aunque las discrepancias entre ambos directores provocaron que finalmente Flaherty renunciase a la coautoría.

## Balance
Este discípulo de Max Reinhardt fue un maestro de la puesta en escena, en el empleo de los espacios urbanos y de la naturaleza como expresión emocional y lírica, así como en el manejo psicológico de unos personajes marcados, en general, por el fatalismo y la búsqueda en un contexto infausto.
Es posible que, de todos los directores, Murnau sea el que organizó el espacio de sus filmes del modo más riguroso y más inventivo, lo cual es propio de su gran cultura pictórica, que perfeccionó en sus estudios en Heidelberg: Caravaggio, Holbein, Rembrandt, Vermeer, Hals, Goya, Friedrich han sido indicados como posibles referencias suyas, pero Murnau no 'copiaba' cuadros similares, sino que elaboraba otros en su mismo espíritu.
Entre los estudios sobre Murnau destaca el trabajo de Lotte Eisner, F. W. Murnau, emigrada del nazismo y colaboradora de la Filmoteca parisina. Su libro ha sido muy citado (y a veces saqueado). Posteriormente, la tesis-monografía de Eric Rohmer, L'organisation de l'espace dans le 'Faust' de Murnau, de 1977, supuso un salto cualitativo en sus análisis, dada la calidad de sus disquisiciones formales.

## Filmografía
- Der Knabe in Blau, 1919
- Der Januskopf (La cabeza de Jano) 1920
- Abend - Nacht - Morgen, 1920
- Satanas (Satán), 1920
- Sehnsucht (Anhelo), 1920
- Der Gang in die Nacht, 1920
- Der Bucklige und die Tänzerin, 1920
- Schlöss Vogeloed (El castillo Vogeloed), 1921
- Marizza, 1922
- Nosferatu, eine Symphonie des Grauens (Nosferatu: Una sinfonía del terror o Nosferatu, el vampiro), 1922
- Phantom (El nuevo Fantomas), 1922
- Der Brennende Acker (La tierra en llamas), 1922
- Die Austreibung, 1923
- Der Letzte Mann (El último o La última carcajada), 1924
- Die Finanzen des Großherzogs, 1924, su única comedia
- Herr Tartüff (Tartufo o el hipócrita), 1926
- Faust (Fausto), 1926
- Sunrise (Amanecer), 1927
- Four Devils, 1928
- El pan nuestro de cada día (City Girl), 1930
- Tabú, 1932

## Premios
- 1927: Óscar (Premio de la Academia a la mejor calidad de producción artística y única) para Sunrise: A Song of Two Humans.
- 1927: Óscar a la mejor actriz para Janet Gaynor en su interpretación de «la Mujer» a Sunrise: A Song of Two Humans, película que recibió el mismo año el Óscar a la mejor película.